# بنكسية براونية
بنكسية براونية (الاسم العلمي: Banksia brownii) هي نوع نباتي يتبع جنس البنكسية من فصيلة البروطية.